# Vitanovtsi
Vitanovtsi (bulgariska: Витановци) är ett distrikt i Bulgarien.   Det ligger i kommunen Obsjtina Pernik och regionen Pernik, i den västra delen av landet, 28 km väster om huvudstaden Sofia.
I omgivningarna runt Vitanovtsi växer i huvudsak blandskog. Runt Vitanovtsi är det ganska tätbefolkat, med 185 invånare per kvadratkilometer.